# 8104 Kumamori
A 8104 Kumamori (ideiglenes jelöléssel 1994 BW4) a Naprendszer kisbolygóövében található aszteroida. Kobajasi Takao fedezte fel 1994. január 19-én.